# Lite Me Up

Lite Me Up est un album d'Herbie Hancock sorti en 1982.

## Liste des titres
Pour l'ensemble des morceaux : paroles et musiques de Rod Temperton sauf indication complémentaire.
1. Lite Me Up!
2. The Bomb (Herbie Hancock - Rod Temperton)
3. Gettin' to the Good Part
4. Paradise (Bill Champlin, David Foster, Herbie Hancock, Jay Graydon)
5. Can't Hide Your Love (Herbie Hancock, Jeffrey Cohen, Narada Michael Walden)
6. The Fun Tracks
7. Motor Mouth
8. Give It All Your Heart (Herbie Hancock - Rod Temperton)

## Musiciens
Wayne Anthony : chant (titres 2, 6 et 7)
Patrice Rushen : chant (titre 8)
Paulette McWilliams, Edi Lehman, Jim Gilstrap , John Lehman, Patti Austin : chœurs
Richard Page, Vennette Gould : chœurs (titre 4)
Jeff Porcaro: Drums (titre 4)
John "J.R." Robinson: Drums (titres 1 à 3 et 6 à 8)
Louis Johnson : basse (titres 1 à 3 et 6 à 8)
Abraham Laboriel: basse (titre 4)
Narada Michael Walden : Drums (titre 5)
Corrado Rustici: claviers (titre 5)
David Williams: Guitar (titres 2, 3 6, 7 et 8)
Randy Jackson: basse (titre 5)
Frank Martin: chœurs (titre 5)
David Foster : Piano, chœurs, arrangements (titre 4)
Bill Champlin: chœurs (titre 5)
Michael Boddicker: claviers (titres 2, 3 et 6)
Chuck Findley: Trombone, Trumpet
Jerry Hey : arrangements
Rod Temperton : arrangements (titres 1 à 3 et 6 à 8)